# Jean-François Lepaige
Jean François Lepaige, né le 19 janvier 1739 à Lunéville (duché de Lorraine), mort le 10 janvier 1814 à Aix-en-Provence (Bouches-du-Rhône), est un général français de la Révolution et de l’Empire.

## États de service
Il entre en service le 1er avril 1751, comme cadet gentilhomme dans la compagnie du roi de Pologne, duc de Lorraine et le 11 juillet 1758, il devient élève dans l’artillerie. Il est nommé lieutenant le 25 avril 1760, et de 1761 à 1764, il sert sur les batteries de la côte de Lille. Capitaine le 17 septembre 1769, il est affecté sur les côtes de Cherbourg en 1778, jusqu’en 1783. Il est promu aide major de la 1re division d’artillerie de la marine le 1er mars 1786.
Le 1er juillet 1792, il devient lieutenant-colonel du 2e régiment d’infanterie de la marine, et il sert dans l’armée des côtes de Brest de 1793, à 1796. Il est promu chef de brigade le 29 janvier 1796, à la 6e demi-brigade d’artillerie de marine.
Il est nommé colonel le 20 juin 1803, au 2e régiment d’artillerie de la marine. Il est fait chevalier de la légion d’honneur le 25 mars 1804.
Il est promu général de brigade le 5 août 1804, et il est admis à la retraite le même jour.
Il est le frère du général Jean Marie Pierre Lepaige, comte Dorsenne (1773-1812)

## Sources
- (en) « Generals Who Served in the French Army during the Period 1789 - 1814: Eberle to Exelmans »
- Thierry Pouliquen, « Les généraux français et étrangers ayant servis [sic] dans la Grande Armée » (consulté le 15 avril 2014)
- « Cote LH/1593/56 », base Léonore, ministère français de la Culture
- A. Lievyns, Jean Maurice Verdot, Pierre Bégat, Fastes de la Légion-d'honneur, biographie de tous les décorés accompagnée de l'histoire législative et réglementaire de l'ordre, volume 4, Bureau de l’administration, 1844, 640 p. (lire en ligne), p. 375.
- (pl) « Napoléon.org.pl »